# Існальйос
Існальйос (ісп. Iznalloz) — муніципалітет в Іспанії, у складі автономної спільноти Андалусія, у провінції Гранада. Населення — 7019 осіб (2010).
Муніципалітет розташований на відстані близько 340 км на південь від Мадрида, 24 км на північ від Гранади.
На території муніципалітету розташовані такі населені пункти: (дані про населення за 2010 рік)
- Барсінас: 24 особи
- Котільфар: 49 осіб
- Деесас-В'єхас: 798 осіб
- Домінго-Перес: 963 особи
- Фаусена: 1510 осіб
- Ель-Фрахе: 15 осіб
- Існальйос: 3565 осіб
- Лос-Монтальбанес: 17 осіб
- Онітар: 7 осіб
- Полорія: 59 осіб
- Терре: 4 особи
- Вента-де-Андар: 8 осіб

## Демографія
Динаміка населення (INE ):

## Галерея зображень

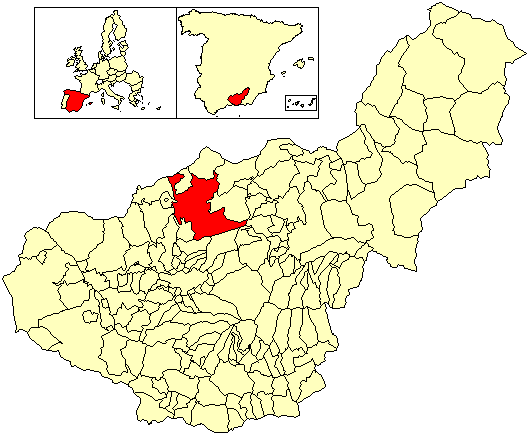
Розташування муніципалітету у провінції Гранада